# مهدی عطار اشرفی
مهدی عطار اشرفی (۳ دی ۱۳۲۷ – ۲۰ دی ۱۳۹۹) ورزشکار وزنه‌برداری ایرانی بود.
وی در بازی‌های آسیایی ۱۹۷۴ مدال برنز و در قهرمانی آسیا ۱۹۷۹ مدال نقره برنده شد. وی همچنین عضو تیم ملی وزنه‌برداری ایران در بازی‌های المپیک تابستانی ۱۹۷۶ بود.
عطار اشرفی در ۲۰ دی ۱۳۹۹، پس از سال‌ها تحمل بیماری سرطان درگذشت.